# Contra (Konami)
Contra (魂斗羅, Kontora) és una saga de videojocs d'acció run and gun produïda per l'empresa nipona Konami: iniciada pel joc de recreativa homònim l'any 1987 i continuada amb l'adaptació per a sistemes domèstics i diferents seqüeles, fins a 1994 la saga també era coneguda a Europa i Austràlia amb el nom de Probotector.
L'argument del joc original se situa en l'any 2633 a un arxipèleg prop de Nova Zelanda, on dos anys abans ha caigut un meteorit: allí, una organització terrorista anomenada Red Falcon («falcó roig») prepara una invasió al·lienígena i l'exèrcit de la Terra envia dos «contras», Bill Rizer i Lance Bean, a contrarestar l'operació.

## Jocs

### Contra/Gryzor/Probotector
El títol Contra, del qual Konami mai ha volgut donar explicacions, provocà que en publicar les versions domèstiques del joc, els promotors decidiren rebatejar-lo: és el cas d'Ocean Software, que l'adaptà per a Amstrad CPC, Commodore 64, MSX 2 i ZX Spectrum amb el nom de Gryzor; les versions japonesa i americana per a Nintendo Family Computer i Nintendo Entertainment System mantingueren el títol original, però la versió PAL (per a Europa i Austràlia) no només el reanomenà sinó que, per imperatiu de la legislació alemanya, obligà a substituir els personatges humans (protagonistes i enemics) per meca (robot) amb un altre títol, Probotector, més allunyat encara de qualsevol al·lusió a l'escàndol polític d'Iran-Contra, encara que la música del final es titula "Sandinista".

### Super Contra/Super C/Probotector II
El mateix any 1988 en què es publicaren les adaptacions del joc original, Konami llançà la segona part per a recreativa, Super Contra (SUPER 魂斗羅 エイリアンの逆襲, Super Kontora: Alien no Gyakushu), amb el mateix mecanisme però més dificultat, noves armes, millores gràfiques i algunes novetats com l'aparició de costeres en les fases senars (de transcurs horitzontals) i la substitució de la visió frontal en les parelles per una perspectiva cenital que feia més difícil el control dels personatges; el 2007 s'inclogué com a joc en línia per a Xbox 360 Live Arcade, amb l'afegit d'un marc de pantalla, l'opció de suavitzar els píxels i d'escoltar la banda sonora remesclada.
El 1990 fon adaptat per a ordinadors MS-DOS i Amiga.

### Contra/Operation C/Probotector(GB)
El 1991 aparegué la primera adaptació per a portàtil, intitulat Operation C en la versió americana —la japonesa i l'europea conservaren els noms respectius de Contra i Probotector—: malgrat les limitacions audiovisuals de la Game Boy en comparança a la NES, Konami feu un joc destacable amb elements dels dos capítols anteriors, amb cinc fases de nova creació (encara que les senars són com les cenitals del Super Contra), el dispar automàtic per defecte, el llançaflames explosiu (F), la possibilitat de millorar la perdigonada (S), la nova incorporació d'una arma perseguidora (H) i l'absència del làser (L); a més de les costeres, afig ascensors al transcurs del camí i un parell de tonadetes noves, a banda d'altres reutilitzades; el codi Konami dona trenta vides en la versió japonesa i, en les altres, accés a la selecció de les quatre primeres fases —una opció disponible per defecte en el cartutx nipó— encara que també hi han sengles trucs més per a obtindre deu vides o escoltar les músiques.

### Contra Spirits / Contra III / Super Probotector
El 28 de febrer de 1992 s'estrenà el primer episodi de la saga fet expressament per al mercat domèstic, el Contra Spirits (魂斗羅コントラスピリッツ, Kontora Supirittsu) de Super Famicom, rebatejat Contra III: the Alien Wars en el mercat nord-americà (publicat el 6 d'abril) i Super Probotector: Alien Rebels en la versió PAL:
este joc fa ús de les possibilitats gràfiques de la Super Nintendo —especialment de les rotacions en Mode 7— i afig noves armes, la possibilitat d'alternar-ne dos i l'ús de bombes, escuts i altres novetats, a més d'enemics gegants composts de múltiples sprites.
A banda de l'adaptació per a Game Boy —Contra: the Alien Wars, retitulada Probotector 2 en la versió PAL—, el joc original s'inclogué en la Virtual Console de Wii i Wii U i en la SNES Classic Mini.
|    | A.   | PAL                       | sistema     | ∞    |
| -- | ---- | ------------------------- | ----------- | ---- |
| 1a | 1987 | Contra                    | recreativa  | 2633 |
| 1b | 1988 | Gryzor                    | ordinadors  | 2633 |
| 1c | 1988 | Probotector               | NES         | 2633 |
| 2a | 1988 | Super Contra              | recreativa  | 2634 |
| 2b | 1989 | Probotector II            | NES         | 2634 |
| 2b | 1990 | Super C                   | ordinadors  | 2634 |
| 3  | 1991 | Probotector (Operation C) | GB          | 2635 |
| 4a | 1992 | Super Probotector         | SNES        | 2636 |
| 5  | 1992 | Contra Force              | NES         | 1992 |
| 6  | 1994 | Probotector (Hard Corps)  | MD          | 2641 |
| 4b | 1994 | Probotector 2             | GB          | 2636 |
| 7  | 1994 | Contra: Legacy of War     | PS/Saturn   |      |
| 8  | 1998 | C: The Contra Adventure   | PS          |      |
| 9  | 2002 | Contra: Shattered Soldier | PS2         | 2647 |
| 4c | 2003 | Contra Advance            | GBA         | 2636 |
| 10 | 2004 | Neo Contra                | PS2         | 4444 |
| 11 | 2004 | Contra 4                  | DS          | 2636 |
| 12 | 2009 | Contra ReBirth            | Wii         | 2633 |
| 13 | 2009 | Contra: Star Wars         | mòbil       | 2641 |
| 14 | 2011 | Hard Corps: Uprising      | PS3/X360    | 2613 |
| 1d | 2014 | Contra: Evolution         | mòbils      | 2633 |
| 15 | 2017 | Contra: Return            | mòbils      | 2639 |
| 16 | 2019 | Contra: Rogue Corps       | NS/P4/PC/XO | 2638 |
| 17 | 2024 | Contra: Operation Galuga  | Switch      |      |

### Contra Force
Poc després de la publicació del Contra III de 16 bits, Konami encara feu un tercer run 'n' gun per a la Nintendo de 8 bits intitulat Contra Force, encara que l'argument té poc a vore amb els anteriors: per compte d'alienígenes, els enemics són terroristes humans, i el jugador pot triar entre quatre personatges, canviar-lo en qualsevol moment de la partida i demanar l'assistència d'un altre durant cinc segons, sense límit d'ús; el joc està compost per cinc fases i les armes no s'obtenen directament, sinó amb un comptador de power-ups a l'estil del del matamarcians Gradius, també de Konami.

### Contra: the Hard Corps/Contra Hard Corps/Probotector(MD)
Després que els programadors del joc de la Super deixaren Konami s'incorporaren a Treasure Co. Ltd, Konami abandonà l'exclusivitat per a Nintendo amb la creació de jocs de Castlevania, Tiny Toons o les Tortugues Mutants per a la Sega Mega Drive i l'any 1994 publicà el Contra: The Hard Corps (魂斗羅 ザ・ハードコア, Kontora Za Hādo Koa), un joc totalment nou amb quatre personatges seleccionables, la possibilitat de triar el camí i, en conseqüència, d'obtindre cinc finals diferents (un d'ells subjecte a la troballa d'una fase secreta); la versió japonesa, a més, té continues infinits i, cada personatge, tres tocs; la versió euroceànica és
l'últim joc de la saga localitzat al mercat PAL com a Probotector, amb els quatre personatges protagonistes rebatejats com a CX1, CX2, CX3 i CX4.

### Contra: Legacy of War
L'estudi Appaloosa Interactive s'encarregà de reinventar la saga amb gràfics 3D per a PlayStation i Sega Saturn, però el resultat va ser decebedor: encara que hi han quatre personatges per a triar, cada un amb armes diferents, i sis fases de joc, entre les quals destaca una mòbil sobre una balsa de troncs; a més, oferix un mode 3D anàglif per al qual s'inclouen unes ulleres amb roig i blau, encara que els efectes no són gens innovadors.

### C: The Contra Adventure
Appaloosa tornà a rebre l'encàrrec de crear un altre Contra per a PlayStation, malgrat el resultat de l'anterior: encara que en alguns moments la perspectiva lateral del joc imita la dels clàssics, la factura audiovisual del producte és inferior a la de Legacy of War.

### Contra: Shattered Soldier
Després que Konami cancel·lara un hipotètic Contra Spirits 64 per a Nintendo 64 l'any 1999, el 2002 publicà Shin Contra (真魂斗羅, Shin Kontora) per a PlayStation 2, localitzat en els mercats occidentals amb el títol de Contra: Shattered Soldier: després del fracàs d'Appaloosa, Konami produí este joc en un estudi propi, amb gràfics 3D però en visió lateral com els jocs clàssics; l'argument recupera l'argument canònic i el personatge de Lance com a protagoniste.

### Contra Advance
El mateix any es publicà una nova adaptació del Contra III per a la portàtil Game Boy Advance amb la inclusió de dos fases del joc de Mega Drive per compte de les de vista cenital, per la qual cosa rebé el títol de Contra: Hard Spirits al Japó i Contra Advance: The Alien Wars EX en les versions occidentals; a banda d'eixe canvi, tampoc hi ha l'opció d'alternar dos armes diferents o d'emmagatzemar bombes, però la jugabilitat i la dificultat de l'original es mantenen intactes.

### Contra 4
L'any 2007, la saga tornà a les arrels amb Contra 4 (魂斗羅 Dual Spirits, Kontora Dual Supirittsu) per a Nintendo DS, la continuació canònica de la trilogia incial tant a nivell audiovisual com argumental: situat cronològicament entre els jocs de Super Nintendo i Mega Drive, els contra Bill i Lance compartixen el protagonisme amb dos personatges nous, Mad Dog i Scorpion; el joc aprofita les dues pantalles dual de la DS amb la incorporació d'un ganxo amb el qual bota d'una a l'altra en les fases horitzontals o amostra el mapa en les de visió frontal; a més, la targeta inclou un mode de compatició en passar-se el joc, un museu amb la història de la sèrie, còmics i fins i tot els jocs originals de la NES.

### Contra ReBirth
El 2009 Konami publicà el segon d'una sèrie de jocs de tall retro per al servici WiiWare subtitulats ReBirth («ReNaiximent») inspirats en llurs sagues Gradius, Contra i Castlevania: el nou Contra ReBirth conté cinc fases laterals noves —encara que la segona és pareguda a la ciutat del Super Probotector— i quatre nivells de dificultat, encara que la jugabilitat fon considerada menor que la dels títols clàssics; en tractar-se d'un joc per a Wii, el Wii Controller dona l'opció de canviar d'arma sacsant-lo.

### Contra: Star Wars
Sense relació cap amb la saga de la Guerra de les Galàxies, Contra: Star Wars (魂斗罗 星际战争) és un joc en JavaScript per a mòbils produït per la filial xinesa de Konami i comercialitzat només en aquell país: té quatre fases, totes de desplaçament lateral, amb la particularitat que en la segona no hi ha força de gravetat i en la quarta hi ha scroll automàtic; a més, el personatge té una barra de vida.

### Hard Corps: Uprising
El 2010 Konami contractà l'estudi Arc System Works, creadors del videojoc de lluita BlazBlue, per a fer un joc exclusiu per als servicis digitals PlayStation Network i Xbox Live Arcade: produït per Kenji Yamamoto i musicat per Daisuke Ishiwatari, Hard Corps: Uprising és una obra derivada de la sèrie que reprén alguns conceptes del joc de Megadrive, com la barra de vida.

### Contra: Evolution
Publicat per a dispositius mòbils en 2014, Contra: Evolution és un remake del joc original amb gràfics 3D i algunes novetats, com un mode «missió» que té fases noves, a més d'altres afegits disponibles també en el mode màquina recreativa, com l'arma persecutora o dos personatges femenins seleccionables, a més dels dos originals; no obstant això, el joc no té opció de dos jugadors.

### Contra Hero Returns
Hero Returns, en canvi, és un videojoc multijugador massiu en línia per a mòbil totalment nou que manté la idiosincràsia de la saga —hi ha un mode arcade del gust dels anteriors— però afig la barra de vida, armes actualitzables i el major nombre de personatges seleccionables (quaranta-cinc), entre els quals Bill i Lance els de Megadrive.

### Contra: Rogue Corps
Konami anuncià un nou lliurament de la saga, a més de l'antologia Contra Anniversary Collection, en l'Electronic Entertainment Expo del 2019:
situat cronològicament en la mateixa «ciutat condemnada» que Super Probotector, poc després dels esdeveniments del tercer joc, Rogue Corps tornà a fugir de la perspectiva lateral en favor d'un sistema de dos palanques —com Smash TV—, una per a moure's i l'altra per a disparar en qualsevol direcció; a pesar d'oferir tres modes de joc i acceptar fins a huit jugadors simultanis, la pobresa dels gràfics, el mecanisme de les armes i la poca originalitat de les missions o de l'argument feu que no tinguera tant de ressò com l'antologia Contra Anniversary Collection o el run'n'gun independent Blazing Chrome, publicats el mateix any.

### Contra Anniversary Collection
Encara que esta antologia conté deu jocs separats, alguns d'ells són les conversions dels dos jocs de recreativa o les localitzacions europees, ja que la recopilació occidental està basada en la versió nord-americana: Contra i Super Contra; el Contra japonés de Famicom Disk System, que conté escenes inèdites en les versions occidentals; els Contra i Super C de NES —però no està el Contra Force—; Operation C de Game Boy; Contra III i Super Probotector d'SNES; i Contra: Hard Corps i Probotector de Mega Drive. Com en les altres dos antologies de Konami, inclou un llibre electrònic amb menys contingut que els anteriors, encara que conté sengles entrevistes amb el director de Hard Corps Nobuya Nakazato i l'il·lustrador Tom duBois; l'emulació dels jocs no té defectes, encara que no hi ha possibilitat de canviar els botons.

### Contra: Operation Galuga
En setembre del 2023, Nintendo Direct anuncià un nou Contra per a la Switch intitulat Operation Galuga i previst per a començament del 2024.

### Altres
Encara que alguns leitmotivs de tota la saga són copiats del cinema de la dècada del 1980, com els aliens o els protagonistes de les pel·lícules Acorralat i Predator,
Contra ha inspirat altres jocs del mateix estil com Cyberlip, Metal Slug i Blazing Chrome, o d'altres amb elements d'aventura com la saga Assault Suit i llurs derivats.